# Star Trek (soundtrack)
Star Trek ofwel Star Trek: Music from the Motion Picture is de originele soundtrack, gecomponeerd door Michael Giacchino voor de film Star Trek uit 2009 van J.J. Abrams. Het album werd uitgebracht op 5 mei 2009 door Varèse Sarabande.
De partituur werd uitgevoerd door het Hollywood Studio Symphony en Page LA Studio Voices en opgenomen in de Sony Scoring Stage in Culver City in oktober 2008. Het werd georkestreerd en gedirigeerd door Tim Simonec. De muziek werd opgenomen en gemixt door geluidstechnicus Dan Wallin.
In 2010 bracht Varèse Sarabande een uitgebreid album uit met een beperkte oplage van 5000 exemplaren van de filmmuziek, getiteld Star Trek: The Deluxe Edition. Het album bevat 2 cd's. In 2019 bracht Varèse Sarabande een heruitgave uit met een beperkte oplage van 1500 exemplaren.

## Tracklijst
Alle muziek is geschreven door Michael Giacchino, tenzij anders aangegeven.

| 1.                 | Star Trek                                                         | 1:03 |
| 2.                 | Nailin' the Kelvin                                                | 2:09 |
| 3.                 | Labor of Love                                                     | 2:51 |
| 4.                 | Hella Bar Talk                                                    | 1:55 |
| 5.                 | Enterprising Young Men                                            | 2:39 |
| 6.                 | Nero Sighted                                                      | 3:23 |
| 7.                 | Nice to Meld You                                                  | 3:13 |
| 8.                 | Run and Shoot Offense                                             | 2:04 |
| 9.                 | Does It Still McFly                                               | 2:03 |
| 10.                | Nero Death Experience                                             | 5:38 |
| 11.                | Nero Fiddles, Narada Burns                                        | 2:34 |
| 12.                | Back from Black                                                   | 0:59 |
| 13.                | That New Car Smell                                                | 4:46 |
| 14.                | To Boldly Go (bevat "Theme from Star Trek" van Alexander Courage) | 0:26 |
| 15.                | End Credits (bevat "Theme from Star Trek" van Alexander Courage)  | 9:11 |
| Totale duur: 45:26 |                                                                   |      |

### Uitgebreide uitgave (The Deluxe Edition – Varèse Sarabande, 2010)
Albumtracks van de originele cd zijn vetgedrukt in de volgende tracklijst, hoewel de lengtes van sommige tracks van de originele cd kunnen verschillen.

| 1.                 | Star Trek                        | 2:26 |
| 2.                 | Narada Boom                      | 2:51 |
| 3.                 | Hack to the Future               | 1:23 |
| 4.                 | Nailin' the Kelvin               | 2:10 |
| 5.                 | Labor of Love                    | 2:44 |
| 6.                 | Main Title                       | 0:46 |
| 7.                 | Head to Heart Conversation       | 1:08 |
| 8.                 | One Proud Mother                 | 1:38 |
| 9.                 | Hella Bar Talk                   | 1:55 |
| 10.                | The Flask at Hand                | 0:29 |
| 11.                | Welcome Back, Spock              | 1:09 |
| 12.                | Vulcan Gets a Good Drilling      | 1:30 |
| 13.                | Hangar Management                | 2:46 |
| 14.                | Enterprising Young Men           | 3:05 |
| 15.                | Flying Into a Trap               | 3:24 |
| 16.                | Nero Sighted                     | 3:23 |
| 17.                | Matter? I Barely Know Her!       | 2:05 |
| 18.                | Jehosafats                       | 3:03 |
| 19.                | Chutes and Matter                | 3:23 |
| 20.                | A Whole In My Hearth             | 0:56 |
| 21.                | I've Fallen and I Can't Beam Up! | 1:51 |
| 22.                | Spock Goes Spelunking            | 1:28 |
| 23.                | An Endangered Species            | 3:10 |
| 24.                | Galaxy's Worst Sushi Bar         | 2:14 |
| 25.                | Mandatory Leave of Absence       | 1:19 |
| 26.                | Dad's Route to School            | 0:34 |
| 27.                | Frozen Dinner                    | 1:30 |
| 28.                | You Snowin' Me?                  | 0:50 |
| Totale duur: 55:15 |                                  |      |

| 1.                 | Nice to Meld You                                                  | 3:14 |
| 2.                 | Hail to the Chief                                                 | 0:52 |
| 3.                 | I Gotta Beam Me                                                   | 2:02 |
| 4.                 | Scotty's Tanked                                                   | 1:37 |
| 5.                 | What's with You?                                                  | 2:12 |
| 6.                 | Either Way, Someone's Going Down                                  | 2:44 |
| 7.                 | Trekking Down the Narada                                          | 2:31 |
| 8.                 | Run And Shoot Offense                                             | 2:03 |
| 9.                 | Does It Still McFly?                                              | 2:02 |
| 10.                | Nero Death Experience                                             | 5:38 |
| 11.                | Nero Fiddles, Narada Burns                                        | 2:28 |
| 12.                | Black Holes Have a Lot of Pull                                    | 0:55 |
| 13.                | Back From Black                                                   | 0:57 |
| 14.                | That New Car Smell                                                | 4:46 |
| 15.                | To Boldly Go (bevat "Theme from Star Trek" van Alexander Courage) | 0:26 |
| 16.                | End Credits (bevat "Theme from Star Trek" van Alexander Courage)  | 9:11 |
| Totale duur: 43:35 |                                                                   |      |

## Hitnoteringen

### NPO Klassiek Filmmuziek Top 200
| Star Trek in de NPO Klassiek Filmmuziek Top 200 | Star Trek in de NPO Klassiek Filmmuziek Top 200 | Star Trek in de NPO Klassiek Filmmuziek Top 200 |
| Jaar                                            | 2024                                            | 2025                                            |
| ----------------------------------------------- | ----------------------------------------------- | ----------------------------------------------- |
| Positie                                         | 179                                             | 143                                             |